# Museo archeologico di Pithecusae
Il Museo Archeologico di Pithecusae si trova a Lacco Ameno, sull'isola d'Ischia, nella città metropolitana di Napoli. La sede si trova nell'edificio principale del complesso di Villa Arbusto.

## Museo Archeologico

### Storia
Nel 1947 Giorgio Buchner e il vulcanologo Alfred Rittman crearono un museo, chiamato Museo dell'Isola d'Ischia, che più tardi sarebbe confluito, assieme ai reperti rinvenuti negli scavi successivi, nel nuovo Museo Archeologico di Pithecusae. Il museo, inaugurato ufficialmente il 17 aprile 1999 alla presenza di studiosi di primo piano come sir John Boardman, docente oxoniense, ed il conservatore capo del Museo del Louvre, Alain Pasquier, ha sede in Villa Arbusto.
La villa fu costruita nel 1785 da don Carlo Acquaviva, Duca di Atri, lì dove si trovava la masseria dell'arbusto. Estintasi nel 1805 la linea maschile degli Acquaviva, la proprietà, dopo essere passata per molte mani, fu acquistata nel 1952 da Angelo Rizzoli, quindi dal Comune di Lacco Ameno, con il contributo di Provincia e Regione, perché diventasse sede del museo. Il Museo illustra la storia dell'isola, dalla preistoria all'età romana, e occupa il primo piano dell'edificio.

### Opere
I principali reperti del museo riguardano i ritrovamenti effettuati a Pithecusa, l'abitato greco fondato nel secondo quarto dell'VIII secolo a.C., scavato da Giorgio Buchner dal 1952.
Molti dei vasi, fra cui la più nota Coppa di Nestore, provengono dalla necropoli della valle di San Montano, utilizzata dalla seconda metà dell'VIII secolo a.C. per quasi mille anni: la celebre coppa può essere infatti annoverata come il primo e più antico esempio di scrittura greca. Si tratta, in realtà, di un epigramma a tre versi inciso in alfabeto euboico, probabilmente riguardante il celebre vaso del Nestore dell'Iliade.

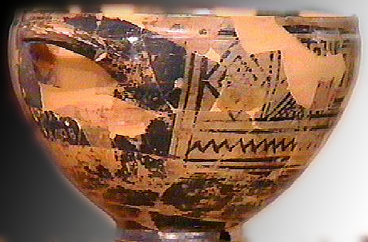
La celebre Coppa di Nestore.

Altre terrecotte risalgono alla vicina acropoli del Monte di Vico, in particolar modo ceramiche da mensa, verniciata in nero (la cosiddetta Campana A) e commerciata in gran parte del Mediterraneo.
Le testimonianze di epoca romana, minori a causa del modesto abitato (dovuto alle continue eruzioni vulcaniche), sono rappresentate da alcuni rilievi votivi marmorei del Santuario delle Ninfe di Nitrodi, a Barano, e da alcuni lingotti di piombo e stagno di una vicina fonderia, oggi sommersa.

## Museo Angelo Rizzoli
In un piccolo edificio nei pressi del Museo Archeologico è situato il Museo Angelo Rizzoli, dedicato alla vita e all'opera dell'omonimo imprenditore, che qui abitò periodicamente, portando un contributo fondamentale per il luogo.